# Мериден (тауншип, Миннесота)
Мериден (англ. Meriden) — тауншип в округе Стил, Миннесота, США. На 2000 год его население составило 631 человек.

## География
По данным Бюро переписи населения США площадь тауншипа составляет 93,7 км², из которых 93,5 км² занимает суша, а 0,2 км² — вода (0,19 %).

## Демография
По данным переписи населения 2000 года здесь находились 631 человек, 224 домохозяйства и 172 семьи.  Плотность населения —  6,8 чел./км².  На территории тауншипа расположена 231 постройка со средней плотностью 2,5 построек на один квадратный километр. Расовый состав населения: 98,89 % белых, 0,79 % азиатов и 0,32 % приходится на две или более других рас. Испанцы или латиноамериканцы любой расы составляли 0,16 % от популяции тауншипа.
Из 224 домохозяйств в 33,9 % воспитывались дети до 18 лет, в 66,1 % проживали супружеские пары, в 5,4 % проживали незамужние женщины и в 22,8 % домохозяйств проживали несемейные люди. 15,2 % домохозяйств состояли из одного человека, при том 5,4 % из — одиноких пожилых людей старше 65 лет. Средний размер домохозяйства — 2,82, а семьи — 3,14 человека.
26,3 % населения — младше 18 лет, 10,3 % — в возрасте от 18 до 24 лет, 25,4 % — от 25 до 44, 23,6 % — от 45 до 64, и 14,4 % — старше 65 лет. Средний возраст — 38 лет. На каждые 100 женщин приходилось 106,9 мужчин.  На каждые 100 женщин старше 18 приходилось 106,7 мужчин.
Средний годовой доход домохозяйства составлял 51 477 долларов, а средний годовой доход семьи —  55 625 долларов. Средний доход мужчин —  34 286  долларов, в то время как у женщин — 24 545. Доход на душу населения составил 21 162 доллара. За чертой бедности находились 2,8 % семей и 4,1 % всего населения тауншипа, из которых 2,0 % младше 18 и 5,2 % старше 65 лет.